# Severin Brüngger
Severin Brüngger (* 18. April 1978) ist ein Schweizer Politiker (FDP.Die Liberalen) und ehemaliger Profihandballer.

## Ausbildung, Beruf und Persönliches
Brüngger machte eine Ausbildung zum Maschinenmechaniker und absolvierte die Matura. Er arbeitet als Linienpilot, seit Februar 2013 als Senior First Officer (SFO) bei easyJet. Er wohnt in Schaffhausen, ist verheiratet und hat drei Kinder.

## Sport
Von 1991 bis 1998 war Severin Brüngger Handballer bei der Pfadi Winterthur und wurde 1996 und 1997 Schweizermeister und 1998 Cupsieger. Von 1998 bis 2003 spielte er bei den Kadetten Schaffhausen und wurde 1999 Cupsieger. 2003 wechselte er zum Grasshopper Club Zürich und wurde 2003 Sieger des Grossfeldcup, 2004 machten sie den vierten Platz beim Spielothek-Cup. Zwischen 1998 und 2006 gehörte er der Schweizer Männer-Handballnationalmannschaft an, für die er 164 Tore in 98 Länderspielen erzielte. Ab 2008 spielte er mit Unterbrüchen wieder bei Pfadi Winterthur. Er ist Mitglied der Swiss Handball Hall of Fame. Darüber hinaus ist Brüngger als Verwaltungsrat im Vorstand der Kadetten Handball AG vertreten und ist Präsident Kadetten Schaffhausen Handball Junioren und Breitensport.

## Politik
Seit 2021 ist Severin Brüngger Mitglied im Grossen Stadtrat von Schaffhausen (Gemeindeparlament). Er gehört der Fraktion FDP/Die Mitte an. Zudem ist er seit 2022 Mitglied im Kantonsrat von Schaffhausen (Kantonsparlament). 2025 kandidierte er für die Wahl in den Ständerat, die FDP Schaffhausen hat ihn dazu nominiert. Die Wahl am 29. Juni 2025 wurde nötig, da die Wahl von Simon Stocker aufgehoben wurde. Schliesslich wurde Brüngger gewählt.